# Heliophanus maculatus
Heliophanus maculatus este o specie de păianjeni din genul Heliophanus, familia Salticidae, descrisă de Karsch, 1878. Conform Catalogue of Life specia Heliophanus maculatus nu are subspecii cunoscute.